# Вайсман, Григорий Моисеевич
Григорий Моисеевич Вайсман (1876—1908) — российский революционер, член ЦК Северного комитета Российской социал-демократической рабочей партии; известен также под партийными кличками — «Александр», «Александр Волох» и «Богдан».

## Биография
Из рабочих. В социал-демократическом движении Вайсман стал принимать активное участие с конца 1890-х годов. Сперва работал в Одессе и скоро перешел на положение «профессионального революционера». 
В 1901 году он вошёл в состав Ярославского комитета партии, работал как организатор и пропагандист. В начале января 1902 был представителем от Ярославля на Воронежском съезде, где его избрали в ЦК «Северного рабочего союза» РСДРП. 
В 1902 году Г. М. Вайсман был арестован в городе Костроме по делу «Северного союза». Два года просидел в московских тюрьмах, а потом был выслан в Восточную Сибирь на 4 года. Из Сибири он был возвращен по Манифесту 1905 года. 
В 1906 году он был вновь арестован по делу Донецкого Союза РСДРП и в 1907 присужден к заключению в крепости на полтора года. Скончался в тюрьме 29 апреля 1908 года; в первом издании «БСЭ» утверждается, что Вайсман «был убит в Екатеринославской тюрьме тюремной администрацией».